# Fluorek sodu
Fluorek sodu – nieorganiczny związek chemiczny z grupy fluorków, sól kwasu fluorowodorowego i sodu. Występuje w przyrodzie jako minerał villiaumit.

## Otrzymywanie
NaF otrzymuje się w wyniku neutralizacji kwasu fluorowodorowego, będącego produktem ubocznym podczas produkcji superfosfatu. Do neutralizacji stosuje się wodorotlenek lub węglan sodu:
HF + NaOH → NaF + H
2O
2HF + Na
2CO
3 → 2NaF + H
2O + CO
2↑
Otrzymany roztwór zatęża się, dodając czasem alkohole w celu wytrącenia produktu. Z roztworów zawierających kwas fluorowodorowy wytrąca się wodorofluorek sodu, który w wyniku ogrzania rozpada się z wytworzeniem NaF i HF:
NaHF2 → NaF + HF↑

## Właściwości
Jest to bezbarwne, krystaliczne ciało stałe o wysokiej temperaturze topnienia. Fluorek sodu jest powszechnie stosowanym źródłem jonu fluorkowego F−
.

### Właściwości termochemiczne
| [ 1 ] [ 2 ] | wartość | jednostka |
| ΔHof        | -576,6  | kJ/mol    |
| ΔGof        | -546,3  | kJ/mol    |
| So          | 51,1    | J/mol·K   |
| Cp          | 46,9    | J/mol·K   |

## Zastosowanie
Stosowany w szkłach i emalii, do impregnowania drewna, jako środek bakteriobójczy w przemyśle fermentacyjnym i do odgazowywania stali, powszechnie stosowany jako dodatek do past do zębów zapobiegający próchnicy. Wykorzystywany do produkcji pestycydów oraz jako insektycyd i akarycyd. Również we fluoryzacji wody, dezynfekcji aparatury destylacyjnej i w otrzymywaniu innych soli fluoru.

## Zagrożenia
Fluorek sodu, podobnie jak inne rozpuszczalne związki fluoru, jest substancją toksyczną o wielokierunkowym działaniu na organizm, jednak ilości tego związku zawarte w produktach powszechnych w gospodarstwach domowych są bardzo małe. Zawartość we fluorowanej wodzie oraz środkach stosowanych w profilaktyce przeciwpróchniczej jest na tyle mała, że nie powoduje szkodliwych skutków. Zatrucia fluorkiem sodu zdarzają się zazwyczaj w wyniku przypadkowego spożycia pestycydów zawierających ten związek. W takim przypadku najbardziej narażony na uszkodzenia jest przewód pokarmowy. Po wchłonięciu do organizmu fluorek sodu zaburza równowagę elektrolitów, co może prowadzić do hiperkaliemii, hipomagnezemii i hiperkalcemii, a w rezultacie do napadów padaczkowych. Fluorek sodu hamuje działanie acetylocholinoesterazy, w wyniku czego występuje ślinotok, wymioty i biegunka. W ciężkich zatruciach może wystąpić niewydolność wielonarządowa i śmierć z powodu paraliżu układu oddechowego, arytmii lub niewydolności serca. Fluorek sodu przenika przez łożysko i potencjalnie do mleka matki